# Ла-Бати-Вьей
Ла-Бати́-Вьей (фр. La Bâtie-Vieille, окс. La Bastia Vielha) — коммуна во Франции, находится в регионе Прованс — Альпы — Лазурный Берег. Департамент коммуны — Верхние Альпы. Входит в состав кантона Ла-Бати-Нёв. Округ коммуны — Гап.
Код INSEE коммуны — 05018.

## Население
Население коммуны на 2008 год составляло 268 человек.
| 1962 | 1968 | 1975 | 1982 | 1990 | 1999 | 2008 |
| ---- | ---- | ---- | ---- | ---- | ---- | ---- |
| 107  | 106  | 89   | 166  | 208  | 246  | 268  |

## Экономика
В 2007 году среди 159 человек в трудоспособном возрасте (15—64 лет) 130 были экономически активными, 29 — неактивными (показатель активности — 81,8 %, в 1999 году было 68,6 %). Из 130 активных работали 118 человек (64 мужчины и 54 женщины), безработных было 12 (6 мужчин и 6 женщин). Среди 29 неактивных 10 человек были учениками или студентами, 12 — пенсионерами, 7 были неактивными по другим причинам.

## Достопримечательности
- Башня XII века
- Церковь XIX века